# Hazelwood (Label)
Hazelwood Vinyl Plastics ist ein deutsches Label. Es wurde 1996 von Gordon Friedrich, Wolfgang Gottlieb und Denis Gudlin gegründet. 1997 erschien mit Sparkling Fresh von Universal Congress Of die erste Veröffentlichung.
Sitz des Labels ist Frankfurt-Rödelheim. Es teilte sich dort zwischen 2005 und 2007 Räumlichkeiten mit Waggle Daggle Records.

## Aktivitäten
Zu Hazelwood gehört ein angegliedertes, eigenes Tonstudio, in dem neben den zahlreichen Label-Bands im Lauf der Jahre auch Bands wie Motörhead oder Barry White Alben produziert haben. Friedrich und Gottlieb sind bei allen Studioaufnahmen entweder als Produzenten oder als Musiker vertreten. Außer der Beteiligung bei den Studioaufnahmen betreiben sie auch Cover-Gestaltung. Pressearbeit und Videoproduktion machen die Labelbetreiber in Eigenregie.

## Selbstverständnis
Der Schwerpunkt des Labels zielt eher auf die künstlerische Authentizität der Musik und der handelnden Personen als auf ein spezielles Genre. Das Selbstverständnis von Hazelwood liegt darin, ein Sammelbecken für kreative Enthusiasten und Künstler jeglicher Couleur zu sein. Die künstlerisch familiäre Atmosphäre sorgt für eine starke Bindung der Hazelwood-Bands nicht nur zur Plattenfirma, sondern auch untereinander. Dieser Umstand führt immer wieder dazu, dass sich die Musiker einzelner Bands bei Auftritten und im Studio gegenseitig unterstützen.
Das cineastische Faible der Labelbetreiber zeigt sich nicht nur in der Cover-Gestaltung, in der Film und Kino eine große Rolle spielen. Hazelwood Vinyl Plastics veröffentlicht nicht nur regelmäßig Soundtracks, sondern zeichnet auch für die Produktion zahlreicher Film-Scores wie z. B. dem zum deutschen Film Was nützt die Liebe in Gedanken verantwortlich.

## Erfolg
Die erfolgreichste Veröffentlichung des Labels war Alligatorsoup, das Label-Debüt von Mardi Gras.bb, das über 30.000 Mal verkauft wurde. Vom Album What Is?! von King Khan & The Shrines konnten aufgrund positiver Kritiken in amerikanischen Medien mehrere Tausend Exemplare in den USA abgesetzt werden.

## Film
In dem Dokumentarfilm A Silent Rockumentary über die Band Mardi Gras.BB aus dem Jahr 2012 sind Hazelwood und Gordon Friedrich wesentliche Protagonisten.

## Bands und Musiker
Die Bands des Labels stammen unter anderem aus den USA, Kanada, Frankreich, Dänemark, der Schweiz und Ungarn. Das Label ist auch international bekannt und erfolgreich.
- The Audience
- Black Cat Zoot
- Bobby Bare Jr.
- The Broken Beats
- Christian Brückner
- DM Bob & Country Jem
- Friendly Rich & The Lollipop People
- Good Weather Girl
- Grant Hart
- The Great Bertholinis
- Hi Ho Silver
- Hoodoo Girl
- House Williams
- Jerobeam
- John Q Irritated
- Daniel Johnston
- Kenneth Minor
- King Khan & BBQ Show
- King Khan & The Shrines
- Kool Ade Acid Test
- Low 500
- Mardi Gras.bb
- Mecolodiacs
- The Mighty Three
- The Miserable Rich
- Mouse Machine
- Phono Royal
- Puts Marie
- Saccharine Trust
- Spurv Lærke
- Super Preachers
- UCO

Hazelwood wird über Indigo vertrieben. Einige Platten wurden auch über Universal Music, Cargo, Soulfood oder EFA vertrieben.